# Цветные металлы
Цветные металлы (разг. цветме́т) — это промышленное название всех металлов, кроме железа и элементов его группы. Обычно признаком цветного металла является его специфический цвет, отличный от темно-серого, например, белый (алюминий, серебро), желтый (золото), красный (медь) и т. д.
Такие цветные металлы, как медь, олово и свинец, начали применять раньше железа и его сплавов, начало их применения относится к бронзовой эпохе.
Свойства цветных металлов определяются особенностью их атомного строения. Установлена четко выраженная периодическая зависимость многих свойств элементов от их атомного номера.

## Классификация по физико-химическим свойствам

### По плотности
Цветные металлы и сплавы условно подразделяют на лёгкие и тяжёлые. К лёгким относятся металлы, в которых плотность не превышает 5 г/см³: магний, бериллий, алюминий, титан и т. д. (самый лёгкий металл — литий — 0,536 г/см³). К тяжёлым относятся металлы, в которых плотность превышает 5 г/см³. Самыми тяжёлыми элементами являются осмий (22,48 г/см³), иридий (22,46 г/см³), золото и вольфрам (19,3 г/см³).

### По температуре плавления
Цветные металлы подразделяют также по температуре плавления. Лёгкоплавкие имеют Т пл. до 600 °C (цинк, свинец, кадмий, висмут, олово и др.). Среднюю Т пл. (600—1600 °C) имеет медь. Тугоплавкими считаются металлы, плавящиеся при температурах выше 1 600 °C — титан, хром, ванадий, цирконий и др.

### Прочие группировки
В обиходе цветные металлы условно подразделяют на следующие группы:
- лёгкие металлы: алюминий, титан и магний;
- тяжёлые металлы: медь, цинк, никель, олово и свинец, использующиеся преимущественно в машиностроении;
- драгоценные металлы: золото, серебро и платина, используются преимущественно в ювелирной промышленности;
- щелочные металлы: калий, натрий и литий;
- щелочноземельные металлы: кальций, барий и стронций, используются преимущественно в химии;
- редкие тяжёлые металлы: кадмий, вольфрам, молибден, кобальт, ванадий, висмут, используются преимущественно в сплавах с тяжёлыми металлами.

## Использование цветных металлов
По промышленному назначению и использованию цветные металлы и их сплавы разделяют на две группы — конструкционные материалы и материалы с особыми физическими свойствами.

### Конструкционные материалы
К конструкционным относятся цветные сплавы и металлы, используемые для изготовления различных деталей, узлов машин и конструкций. К ним относятся большинство сплавов на основе меди, алюминия, магния, титана и т. д.
- материалы с особыми технологическими свойствами (сплавы на основе меди — латуни и бронзы);
- материалы с малой густотой (сплавы на основе алюминия и магния);
- материалы с высокой удельной прочностью (титан, бериллий и сплавы на их основе);
- антифрикционные материалы — подшипниковые сплавы (бабиты и др.);
- материалы, устойчивые к воздействию температуры и рабочей среды — коррозиестойкие (серебро, золото, платина и др.), жаропрочные, холодоупорные, радиационно-прочные материалы и т. д.

### Материалы с особыми физическими свойствами
К цветным металлам и сплавам с особыми физическими свойствами относятся металлы и сплавы:
- с особыми электрическими свойствами — с высокой электропроводностью, с высоким электрическим сопротивлением для нагревательных элементов и реостатов, припои, полупроводниковые материалы;
- материалы с особыми магнитными свойствами;
- материалы с особыми тепловыми свойствами .

С учетом того, что один и тот же металл часто является основой для сплавов разного назначения, распространена классификация металлических сплавов по основному металлу. Наибольшее применение в технике в соответствии с этим классификационным признаком находят следующие материалы:
- сплавы на основе меди;
- сплавы на основе алюминия;
- сплавы на основе титана;
- сплавы на основе магния;
- сплавы на основе бериллия;
- сплавы на основе лёгкоплавких металлов — цинка, олова, свинца и др.;
- тугоплавкие металлы (V, Nb, Zr, W, Mo, Ta) и сплавы на их основе;
- благородные металлы (Ag, Au, Pt и др.) и сплавы на их основе.